# Drinjača
Drinjača (v srbské cyrilici Дрињача) je řeka v Bosně a Hercegovině, levý přítok řeky Driny. Pramení v podhůří pohoří Konjuh, 15 km severovýchodně od města Kladanj v nadmořské výšce okolo 1000 m n. m. Dlouhá je 87,5 km, jižně od města Zvornika se vlévá do Driny. Povodí řeky má rozlohu 1091 km². Hlavními přítoky řeky jsou Jadar a Tišča. Údolí řeky slouží jako dopravní tah, kudy prochází silnice spojující města Zvornik, Kladanj a Vlasenica. Údolí řeky je mnohdy úzké se strmými svahy a hustými lesy. Drinjača protéká také městy Šekovići a Kladanj. 